# Braunschweig uralkodóinak listája

Braunschweig címere

Ezen a lapon Braunschweig uralkodóinak listája található a hercegi cím megszületésétől, 1235-től egészen megszűntéig, 1918-ig. A braunschweigi területek gyakorta nem voltak egységesek, több részfejedelemségre oszlottak, melyek élén olykor eltérő rangú uralkodók álltak.

## Braunschweig–Lüneburgi Hercegség (1235–1269)
| Kép | Uralkodó                                | Uralkodási idő | Élt                          | Megjegyzés                                                                                 |
| --- | --------------------------------------- | -------------- | ---------------------------- | ------------------------------------------------------------------------------------------ |
|     | I. Ottó braunschweig–lüneburgi herceg   | 1235–1252      | * 1204 † 1252. június 9.     | Ragadványnevén Gyermek Ottó. XIII. Henrik bajor herceg egyik unokája.                      |
|     | I. Albert braunschweig–lüneburgi herceg | 1252–1269      | * 1236 † 1279. augusztus 15. | Ragadványnevén Nagy Albert. Társuralkodója fivére, I. János braunschweig–lüneburgi herceg. |
|     | I. János braunschweig–lüneburgi herceg  | 1252–1269      | * 1242 † 1277. december 13.  | Társuralkodója fivére, I. Albert braunschweig–lüneburgi herceg.                            |

## Braunschweigi Fejedelemség (1269–1291)
| Kép | Uralkodó                           | Uralkodási idő | Élt                                     | Megjegyzés |
| --- | ---------------------------------- | -------------- | --------------------------------------- | --- |
|     | I. Albert braunschweigi fejedelem  | 1269–1279      | * 1236 † 1279. augusztus 15.            | Ragadványnevén Nagy Albert. Egykori társuralkodója lüneburgi fejedelem lett.                                                            |
|     | I. Henrik braunschweigi fejedelem  | 1279–1291      | * 1267 augusztusa † 1322. szeptember 7. | Társuralkodói fivérei, II. Albert braunschweig–lüneburgi herceg és I. Vilmos braunschweig–lüneburgi herceg.                             |
|     | II. Albert braunschweigi fejedelem | 1279–1291      | * 1268 † 1318. szeptember 22.           | Ragadványnevén Kövér Albert. Társuralkodói fivérei, I. Henrik braunschweig–lüneburgi herceg és I. Vilmos braunschweig–lüneburgi herceg. |
|     | I. Vilmos braunschweigi fejedelem  | 1279–1291      | * 1270 † 1292. szeptember 30.           | Társuralkodói fivérei, I. Henrik braunschweig–lüneburgi herceg és II. Albert braunschweig–lüneburgi herceg.                             |

## Braunschweig–Wolfenbütteli Fejedelemség (1291–1813)
| Kép | Uralkodó                                                 | Uralkodási idő | Élt                                        | Megjegyzés |
| --- | -------------------------------------------------------- | -------------- | ------------------------------------------ | --- |
|     | I. Vilmos braunschweig–wolfenbütteli fejedelem           | 1291–1292      | * 1270 † 1292. szeptember 30.              | |
|     | II. Albert braunschweig–wolfenbütteli fejedelem          | 1292–1318      | * 1268 † 1318. szeptember 22.              | Ragadványnevén Kövér Albert. |
|     | I. Ottó braunschweig–wolfenbütteli fejedelem             | 1318–1344      | * 1292. június 24. † 1344. augusztus 30.   | Ragandványnevén Gyenge Ottó. Braunschweig–Göttingen és Braunschweig–Wolfenbüttel fejedelme.                                                         |
|     | I. Magnusz braunschweig–wolfenbütteli fejedelem          | 1344–1369      | * 1304 † 1369 júniusa/augusztusa           | Ragadványnevén Áhítatos Magnusz. |
|     | II. Magnusz braunschweig–wolfenbütteli fejedelem         | 1369–1373      | * 1328 † 1373. július 25.                  | Ragadványnevén Fiatal Magnusz. Braunschweig–Lüneburg és Braunschweig–Wolfenbüttel fejedelme.                                                        |
|     | I. Frigyes braunschweig–wolfenbütteli fejedelem          | 1373–1400      | * 1357 † 1400. június 5.                   | |
|     | I. Henrik braunschweig–wolfenbütteli fejedelem           | 1400–1409      | * kb. 1355 † 1416. december 3.             | Ragadványnevén Gyenge Henrik. Társuralkodója I. Bernát braunschweig–lüneburgi herceg. Braunschweig–Lüneburg és Braunschweig–Wolfenbüttel fejedelme. |
|     | I. Bernát braunschweig–wolfenbütteli fejedelem           | 1400–1428      | * 1358/1364 † 1434. június 11.             | Társuralkodója I. Henrik braunschweig–lüneburgi herceg. Braunschweig–Lüneburg és Braunschweig–Wolfenbüttel fejedelme.                               |
|     | II. Vilmos braunschweig–wolfenbütteli fejedelem          | 1428–1432      | * 1392 † 1482. július 25.                  | Ragadványnevén Győzedelmes Vilmos. Braunschweig–Wolfenbüttel, Braunschweig–Lüneburg, Braunschweig–Calenberg és Braunschweig–Göttingen fejedelme.    |
|     | II. Henrik braunschweig–wolfenbütteli fejedelem          | 1428–1473      | * 1411 † 1473. december 7.                 | Ragadványnevén Békés Henrik. |
|     | II. Vilmos braunschweig–wolfenbütteli fejedelem          | 1473–1482      | (2x)                                       | Ragadványnevén Győzedelmes Vilmos. Másodszorra uralkodik.                                                                                           |
|     | III. Vilmos braunschweig–wolfenbütteli fejedelem         | 1482–1491      | * 1425 † 1503. július 7.                   | Braunschweig–Wolfenbüttel és Braunschweig–Calenberg–Göttingen fejedelme.                                                                            |
|     | III. Henrik braunschweig–wolfenbütteli fejedelem         | 1491–1514      | * 1463. június 24. † 1514. június 13.      | Ragadványnevén Idősebb vagy Gonosz Henrik. |
|     | IV. Henrik braunschweig–wolfenbütteli fejedelem          | 1514–1568      | * 1489. november 10. † 1568. június 11.    | Ragadványnevén Ifjabb Henrik. |
|     | Gyula braunschweig–wolfenbütteli fejedelem               | 1568–1589      | * 1528. június 29. † 1589. május 3.        | Braunschweig–Wolfenbüttel és Braunschweig–Calenberg fejedelme.                                                                                      |
|     | Henrik Gyula braunschweig–wolfenbütteli fejedelem        | 1589–1613      | * 1564. október 5. † 1613. július 20.      | Braunschweig–Wolfenbüttel és Braunschweig–Calenberg fejedelme.                                                                                      |
|     | Frigyes Ulrik braunschweig–wolfenbütteli fejedelem       | 1613–1634      | * 1591. április 15. † 1634. augusztus 21.  | Braunschweig–Wolfenbüttel és Braunschweig–Calenberg fejedelme.                                                                                      |
|     | Ágost braunschweig–wolfenbütteli fejedelem               | 1635–1666      | * 1579. április 10. † 1666. szeptember 17. | Ragadványnevén Ifjabb Ágost. Az uralkodóház új ágához tartozik.                                                                                     |
|     | Rudolf Ágost braunschweig–wolfenbütteli fejedelem        | 1666–1704      | * 1627. május 16. † 1704. január 16.       | |
|     | Antal Ulrik braunschweig–wolfenbütteli fejedelem         | 1704–1714      | * 1633. október 27. † 1714. március 27.    | |
|     | Ágost Vilmos braunschweig–wolfenbütteli fejedelem        | 1714–1731      | * 1662. március 8. † 1731. március 23.     | |
|     | Lajos Rudolf braunschweig–wolfenbütteli fejedelem        | 1731–1735      | * 1671. július 22. † 1735. március 1.      | Braunschweig–Wolfenbüttel fejedelme, Blankenburg grófja és fejedelme.                                                                               |
|     | I. Ferdinánd Albert braunschweig–wolfenbütteli fejedelem | 1735           | * 1680. május 29. † 1735. szeptember 13.   | Braunschweig–Wolfenbüttel és Braunschweig–Wolfenbüttel–Bevern fejedelme.                                                                            |
|     | I. Károly braunschweig–wolfenbütteli fejedelem           | 1735–1780      | * 1713. augusztus 1. † 1780. március 26.   | |
|     | II. Károly braunschweig–wolfenbütteli fejedelem          | 1780–1806      | * 1735. október 9. † 1806. november 10.    | Ismert még Károly Vilmos Ferdinánd braunschweig–wolfenbütteli fejedelem néven is.                                                                   |
|     | Frigyes Vilmos braunschweig–wolfenbütteli fejedelem      | 1806–1807      | * 1771. október 9. † 1815. június 16.      | Braunschweig–Oels hercege, az egyesült Braunschweigi Hercegség első uralkodója.                                                                     |

| 1807–1813 között a Braunschweig–Wolfenbütteli Fejedelemség francia megszállás alatt volt. |
| ----------------------------------------------------------------------------------------- |

### Braunschweig–Wolfenbüttel–Beverni Fejedelemség (1667–1809)
| Kép | Uralkodó                                                             | Uralkodási idő | Élt          | Megjegyzés                                                                                      |
| --- | -------------------------------------------------------------------- | -------------- | ------------ | ----------------------------------------------------------------------------------------------- |
|     | I. Ferdinánd Albert braunschweig–wolfenbüttel–beverni fejedelem      | 1667–1687      | * 1636 †1687 |                                                                                                 |
|     | II. Ferdinánd Albert braunschweig–wolfenbüttel–beverni fejedelem     | 1687–1735      | * 1680 †1735 | Braunschweig–Wolfenbüttel és Braunschweig–Wolfenbüttel–Bevern fejedelme.                        |
|     | Ernő Ferdinánd braunschweig–wolfenbüttel–beverni fejedelem           | 1735–1746      | * 1682 †1746 |                                                                                                 |
|     | Ágost Vilmos braunschweig–wolfenbüttel–beverni fejedelem             | 1746–1781      | * 1715 †1781 |                                                                                                 |
|     | Frigyes Károly Ferdinánd braunschweig–wolfenbüttel–beverni fejedelem | 1781–1809      | * 1729 †1809 | Halálával megszűnt a beverni ág; a fejedelemség beolvadt az egyesült Braunschweigi Hercegségbe. |

## Braunschweig–Grubenhageni Fejedelemség (1291–1596)
| Kép | Uralkodó                                        | Uralkodási idő | Élt                                       | Megjegyzés |
| --- | ----------------------------------------------- | -------------- | ----------------------------------------- | --- |
|     | I. Henrik braunschweig–grubenhageni fejedelem   | 1291–1322      | * 1267 augusztusa † 1322. szeptember 7.   | Ragadványnevén Csodálatos Henrik |
|     | II. Henrik braunschweig–grubenhageni fejedelem  | 1322–1352      | * 1289 † 1351                             | Ragadványnevén Görögországi Henrik. Társuralkodói fivérei, I. Ernő braunschweig–grubenhageni fejedelem, Vilmos braunschweig–grubenhageni fejedelem és I. János braunschweig–grubenhageni fejedelem. |
|     | I. Ernő braunschweig–grubenhageni fejedelem     | 1322–1361      | * 1297 † 1361. március 9.                 | Társuralkodója fivére, II. Henrik braunschweig–grubenhageni fejedelem. |
|     | I. Albert braunschweig–grubenhageni fejedelem   | 1361–1383      | * 1339 † 1383                             | Társuralkodói fivérei, II. Ernő braunschweig–grubenhageni fejedelem és II. János braunschweig–grubenhageni fejedelem.                                                                               |
|     | Erik braunschweig–grubenhageni fejedelem        | 1383–1427      | * 1383? † 1427. május 28.                 | Ragadványnevén Győztes Erik. |
|     | III. Henrik braunschweig–grubenhageni fejedelem | 1427–1464      | * 1416 † 1464 augusztusa (?)              | Társuralkodója fivére, II. Albert braunschweig–grubenhageni fejedelem és III. Ernő braunschweig–grubenhageni fejedelem.                                                                             |
|     | II. Albert braunschweig–grubenhageni fejedelem  | 1464–1485      | * 1419. november 1. † 1485. augusztus 15. | 1441-től kezdve társuralkodó. |
|     | IV. Henrik braunschweig–grubenhageni fejedelem  | 1479–1526      | * 1460 körül † 1526. december 6.          | III. Henrik és II. Albert, valamint I. Fülöp ellenében uralkodó. |
|     | I. Fülöp braunschweig–grubenhageni fejedelem    | 1486–1551      | * 1476 † 1551. szeptember 4.              | IV. Henrik ellenében uralkodó. |
|     | IV. Ernő braunschweig–grubenhageni fejedelem    | 1551–1567      | * 1518. december 17. † 1567. április 2.   | |
|     | Wolfgang braunschweig–grubenhageni fejedelem    | 1567–1595      | * 1531. április 6. † 1595. május 14.      | |
|     | II. Fülöp braunschweig–grubenhageni fejedelem   | 1595–1596      | * 1533. május 2. † 1596. április 4.       | Halálával megszűnt a grubenhageni ág; a fejedelemség a többi braunschweigi ághoz került. |

## Braunschweig–Calenberg–Göttingeni Fejedelemség (1291–1692)

### Braunschweig–Göttingeni Fejedelemség (1291–1495)
| Kép | Uralkodó                                     | Uralkodási idő | Élt                                      | Megjegyzés |
| --- | -------------------------------------------- | -------------- | ---------------------------------------- | --- |
|     | I. Albert braunschweig–göttingeni fejedelem  | 1279–1318      | * 1268 † 1318. szeptember 22.            | Ragadványnevén Kövér Albert. |
|     | I. Ottó braunschweig–göttingeni fejedelem    | 1318–1344      | * 1292. június 24. † 1344. augusztus 30. | Ragandványnevén Gyenge Ottó. Braunschweig–Göttingen és Braunschweig–Wolfenbüttel fejedelme.                                                      |
|     | I. Ernő braunschweig–göttingeni fejedelem    | 1344–1367      | * 1305 körül † 1367. április 24.         | |
|     | II. Ottó braunschweig–göttingeni fejedelem   | 1367–1394      | * 1340 körül † 1394. december 13.        | |
|     | III. Ottó braunschweig–göttingeni fejedelem  | 1394–1463      | * 1380 körül † 1463                      | Ragadványnevén Félszemű Ottó. |
|     | I. Vilmos braunschweig–göttingeni fejedelem  | 1463–1473      | * 1392 † 1482. július 25.                | Ragadványnevén Győzedelmes Vilmos. Braunschweig–Wolfenbüttel, Braunschweig–Lüneburg, Braunschweig–Calenberg és Braunschweig–Göttingen fejedelme. |
|     | I. Frigyes braunschweig–göttingeni fejedelem | 1473–1495      | * 1424 † 1495. március 5.                | Társuralkodója fivére, II. Vilmos braunschweig–göttingeni fejedelem.                                                                             |

### Braunschweig–Calenbergi Fejedelemség (1432–1495)
| Kép | Uralkodó                                    | Uralkodási idő | Élt                       | Megjegyzés |
| --- | ------------------------------------------- | -------------- | ------------------------- | --- |
|     | I. Vilmos braunschweig–göttingeni fejedelem | 1432–1473      | * 1392 † 1482. július 25. | Ragadványnevén Győzedelmes Vilmos. Braunschweig–Wolfenbüttel, Braunschweig–Lüneburg, Braunschweig–Calenberg és Braunschweig–Göttingen fejedelme. |

### Calenberg–Göttingeni Fejedelemség (1495–1692)
| Kép | Uralkodó                                        | Uralkodási idő | Élt                                        | Megjegyzés                                                                                                   |
| --- | ----------------------------------------------- | -------------- | ------------------------------------------ | --- |
|     | II. Vilmos braunschweig–göttingeni fejedelem    | 1485–1495      | * 1425 † 1503. július 7.                   | Braunschweig–Wolfenbüttel és Braunschweig–Calenberg–Göttingen fejedelme.                                     |
|     | I. Erik calenberg–göttingeni fejedelem          | 1495–1540      | * 1470. február 16. † 1540. július 30.     | Ragadványnevén Idősebb Erik.                                                                                 |
|     | II. Erik calenberg–göttingeni fejedelem         | 1545–1584      | * 1528. augusztus 10. † 1584. november 17. | Ragadványnevén Ifjabb Erik.                                                                                  |
|     | Gyula calenberg–göttingeni fejedelem            | 1584–1589      | * 1528. június 29. † 1589. május 3.        | Braunschweig–Wolfenbüttel és Calenberg–Göttingen fejedelme.                                                  |
|     | Henrik Gyula calenberg–göttingeni fejedelem     | 1589–1613      | * 1564. október 15. † 1613. január 30.     | Braunschweig–Wolfenbüttel és Calenberg–Göttingen fejedelme.                                                  |
|     | Frigyes Ulrik calenberg–göttingeni fejedelem    | 1613–1634      | * 1591. április 15. † 1634. augusztus 11.  | Braunschweig–Wolfenbüttel és Calenberg–Göttingen fejedelme fejedelme.                                        |
|     | György calenberg–göttingeni fejedelem           | 1634–1641      | * 1582. november 17. † 1641. április 2.    | |
|     | Keresztély Lajos calenberg–göttingeni fejedelem | 1641–1648      | * 1622. február 25. † 1665. március 15.    | Braunschweig–Lüneburg és Braunschweig–Calenberg–Göttingen fejedelme.                                         |
|     | György Vilmos calenberg–göttingeni fejedelem    | 1648–1665      | * 1624. január 26. † 1705. augusztus 28.   | Braunschweig–Lüneburg és Braunschweig–Calenberg–Göttingen fejedelme.                                         |
|     | János Frigyes calenberg–göttingeni fejedelem    | 1665–1679      | * 1625. április 25. † 1679. december 18.   | |
|     | Ernő Ágost calenberg–göttingeni fejedelem       | 1679–1692      | * 1629. november 20. † 1698. január 23.    | Braunschweig–Calenberg–Göttingen fejedelme, Braunschweig–Lüneburg választófejedelme, Osnabrück hercegérseke. |

## Braunschweigi Hercegség (1814–1918)
| Kép | Uralkodó                         | Uralkodási idő | Élt                                         | Megjegyzés |
| --- | -------------------------------- | -------------- | ------------------------------------------- | --- |
|     | I. Frigyes braunschweigi herceg  | 1814–1815      | * 1771. október 9. † 1815. június 16.       | Braunschweig–Oels hercege, Braunschweig–Wolfenbüttel fejedelme, az egyesült Braunschweigi Hercegség első uralkodója. |
|     | I. Károly braunschweigi herceg   | 1815–1830      | * 1804. október 30. † 1873. augusztus 18.   | |
|     | I. Vilmos braunschweigi herceg   | 1830–1884      | * 1806. április 25. † 1884. október 18.     | |
|     | gróf Hermann von Görtz-Wrisberg  | 1884–1885      | * 1819. április 5. † 1889. február 22.      | Braunschweig régense.                                                                                                |
|     | Albert porosz herceg             | 1885–1906      | * 1837. május 8. † 1906. szeptember 13.     | Braunschweig régense.                                                                                                |
|     | Albert von Otto                  | 1906–1907      | * 1836. december 23. † 1922. szeptember 15. | Braunschweig régense.                                                                                                |
|     | János Albert mecklenburgi herceg | 1907–1913      | * 1857. december 8. † 1920. február 16.     | Braunschweig régense.                                                                                                |
|     | Ernő Ágost braunschweigi herceg  | 1913–1918      | * 1887. november 17. † 1953. január 30.     | Hannover címzetes királya, Braunschweig uralkodó hercege.                                                            |

| 1918-ban kikiáltották a köztársaságot. |
| -------------------------------------- |